# Обыкновенный удав
Обыкновенный удав (лат. Boa constrictor) — неядовитая змея из подсемейства удавов семейства ложноногих. Представляет собой вид крупных, неядовитых, тяжелотелых змей, которых часто содержат и разводят в неволе. Данный вид является основным предметом частных коллекций и публичных показов. Его окраска очень изменчива, но при этом самобытна. Известно четыре подвида.

## Подвиды
В прошлом было описано несколько подвидов Boa constrictor, но многие из них плохо дифференцированы, и дальнейшие исследования могут дать новое определение многим из них. Некоторые виды, по-видимому, основаны скорее на местоположении, чем на биологических различиях. Boa imperator, Boa nebulosa, Boa orophias and Boa sigma получили статус полноценных видов.
| Научное название   | Автор таксона       | Распространенное название | Географический ареал                                       | Этимология                                                                     |
| ------------------ | ------------------- | ------------------------- | ---------------------------------------------------------- | ------------------------------------------------------------------------------ |
| B. c. constrictor  | Linnaeus, 1758      | краснохвостый удав        | Южная Америка, за исключением ареалов трех других подвидов |                                                                                |
| B. c. longicauda   | Price & Russo, 1991 | длиннохвостый удав        | северное Перу                                              |                                                                                |
| B. c. occidentalis | Philippi, 1873      | Аргентинский удав         | Аргентина и Парагвай                                       |                                                                                |
| B. c. ortonii      | Cope, 1878          | Удав Ортона               | северо-запад Перу                                          | Название подвида ortonii дано в честь Американского натуралиста Джеймса Ортона |

Некоторые подвиды были описаны в разное время, но сейчас многие герпетологи и систематики не считают их действительными подвидами. К ним относятся:
- B. c. amarali Stull, 1932[3]
- B. c. melanogaster Langhammer, 1983[3]

## Описание

### Размер и вес
Удав — крупная змея, её размеры невелики по сравнению с другими крупными змеями, такими как сетчатый питон и бирманский питон, могут достигать длины от 3 до 13 футов (0,91-3,96 м) в зависимости от местности и наличия подходящей добычи. Для вида свойственен выраженный половой диморфизм, причем самки обычно крупнее самцов как в длину, так и в обхвате. Обычный размер половозрелых самок удава составляет от 7 до 10 футов (2,1-3,0 м), тогда как самцы — от 6 до 8 футов (1,8-2,4 м). Самки обычно превышают 10 футов (3,0 м) в длину, особенно в неволе, где их длина достигает 12 футов (3,7 м) или даже 14 футов (4,3 м). Самая крупная документированная нерастянутая сухая кожа хранится Баварской государственной зоологической коллекции (ZSM 4961/2012) и имеет размеры 14,6 футов (4,45 м) без головы.
Удав — крупнотелая змея, и крупные экземпляры могут весить до 27 кг (60 фунтов). Самки, представители крупного пола, обычно весят 10-15 кг (22-33 фунта). Некоторые особи этого вида могут достигать или, возможно, превышать 45 кг (100 фунтов).
Размер и вес удава зависят от подвида, места обитания и наличия подходящей добычи. B. c. constrictor достигает, а иногда и превосходит средние значения, приведенные выше, поскольку это один из относительно крупных подвидов Boa constrictor.
Другие примеры полового диморфизма у вида отмечены у самцов, обычно имеющих более длинные хвосты для удержания гемипенов, а также более длинные тазовые шпоры, которые используются для захвата и стимуляции самки во время совокупления. Тазовые шпоры являются единственным внешним признаком рудиментарных задних ног и таза и наблюдаются у всех удавов и питонов.

### Окраска
Окраска удава может сильно варьироваться в зависимости от местности. Однако, как правило, они имеют коричневый, серый или кремовый основной цвет с коричневыми или красновато-коричневыми «седлами», которые становятся более выраженными по направлению к хвосту. Такая окраска дает подвиду B. constrictor общее название «краснохвостые удавы». Эта окраска служит очень эффективным камуфляжем в джунглях и лесах его естественного ареала.
У некоторых особей наблюдаются нарушения пигментации, такие как альбинизм. Хотя эти особи редки в дикой природе, они распространены в неволе, где их часто выборочно разводят для получения разнообразных цветовых «морфов». У удавов голова в форме стрелы с очень характерными полосками на ней: одна проходит сзади от морды к затылку; другие проходят от морды к глазам, а затем от глаз к челюсти.
Удавы могут ощущать тепло через клетки губ, хотя у них отсутствуют лабиальные ямки, окружающие эти рецепторы, как у многих представителей семейства Boidae. У удавов также есть два легких, меньшее (нефункциональное) левое и увеличенное (функциональное) правое легкое, чтобы лучше соответствовать их удлиненной форме. Данная особенность отличает удавов от многих кольчужных змей, у которых полностью утрачено левое легкое.

## Распространение и среда обитания
В зависимости от подвида, обыкновенного удава можно найти в Южной Америке к северу от 35° ю.ш. (Колумбия, Эквадор, Перу, Венесуэла, Тринидад и Тобаго, Гайана, Суринам, Французская Гвиана, Бразилия, Боливия, Уругвай и Аргентина), и на многих других островах вдоль побережья Южной Америки. Интродуцированные популяции существуют на острове Косумель, юг Флориды, и Сент-Круа на Американских Виргинских островах. Тип местности, указанной «Indiis» - ошибка, согласно Питерсу и Орехасу-Миранде (1970).
B. constrictor процветает в самых разных условиях окружающей среды, от тропических дождевых лесов до засушливых семиаридных стран. Тем не менее, он предпочитает жить в тропических лесах из-за влажности и температуры, естественного покрова от хищников и огромного количества потенциальной добычи. Он обычно встречается в реках и ручьях или вдоль них, так как он очень умелый пловец. Удавы также занимают норы млекопитающих, где они могут спрятаться от потенциальных хищников.

## Содержание в неволе
Сложность содержания в неволе низкая. Удаву достаточно горизонтального террариума с площадью дна 0,5—0,7 м². Необходимо поставить поилку-водоем, в который животное сможет заползать при желании. Влажность необходимо поддерживать на уровне 60—70 процентов. В качестве освещения необходимо использовать УФ лампу с процентом UVB не менее 2 и не более 7. Количество остального света — не критично. Дневная температура должна быть примерно +25 °C фоновой и до +33 °C в точке прогрева, ночью — чуть более 20 °C.
Для размножения удавов в неволе предварительно им надо устроить «зимовку» — содержание при температуре 15—18 °C в течение 2—2,5 месяцев. После беременности продолжительностью около 5 месяцев самка откладывает 30—40 яиц. Способ появления на свет маленьких удавов называется яйцеживорождением (в отличие от представителей семейства Ложноногих Старого света).

## Фото

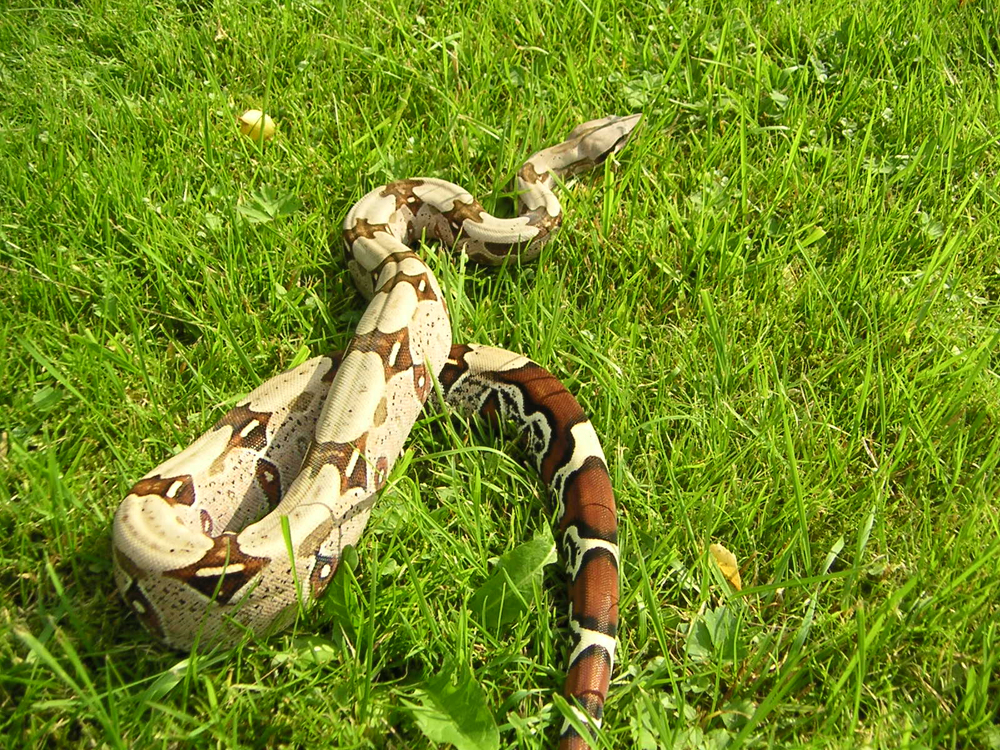
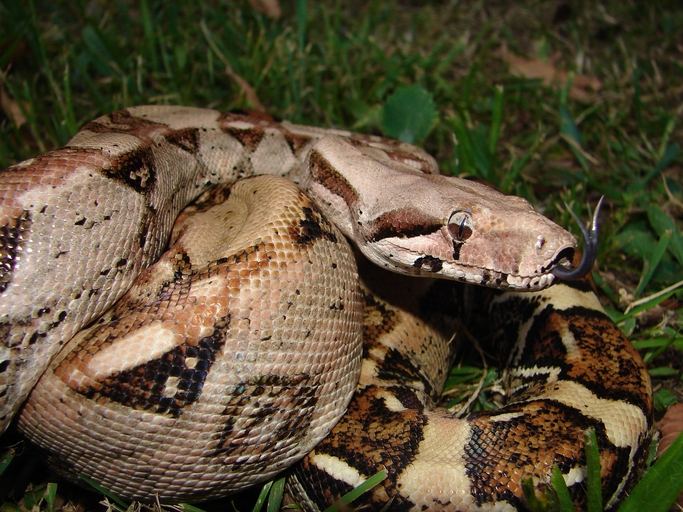
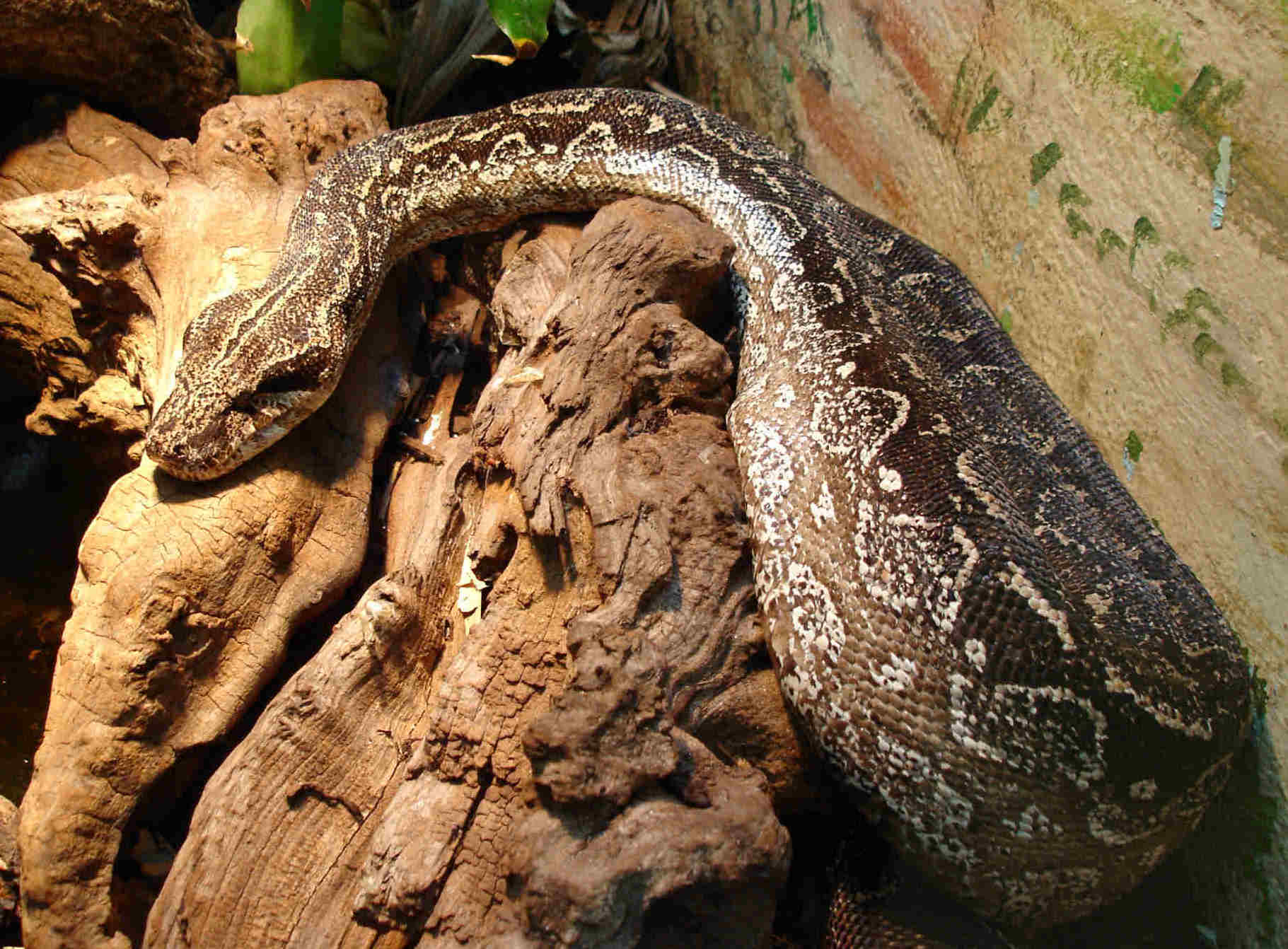
Аргентинский удав (Boa constrictor occidentalis)
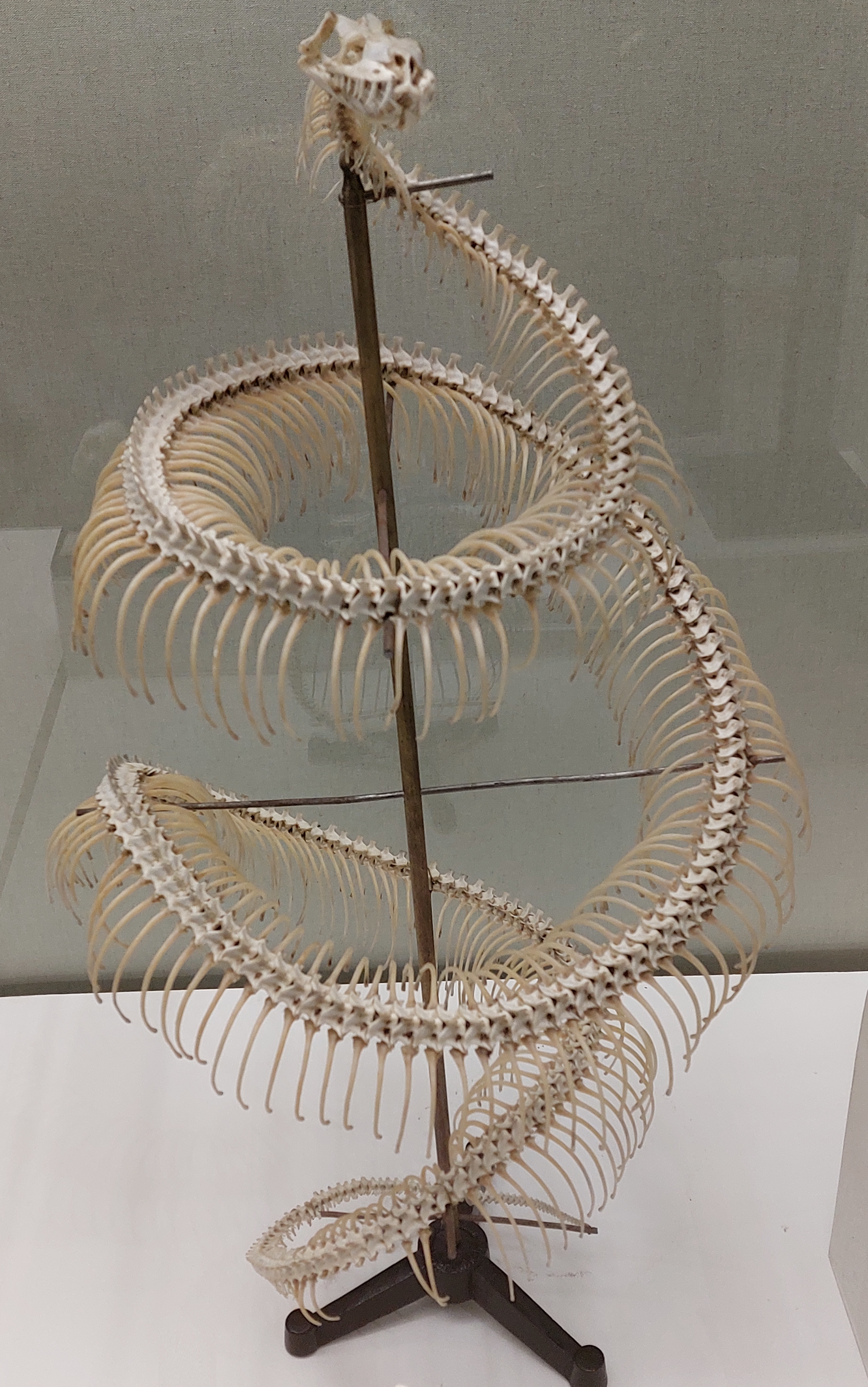
Скелет аргентинского удава
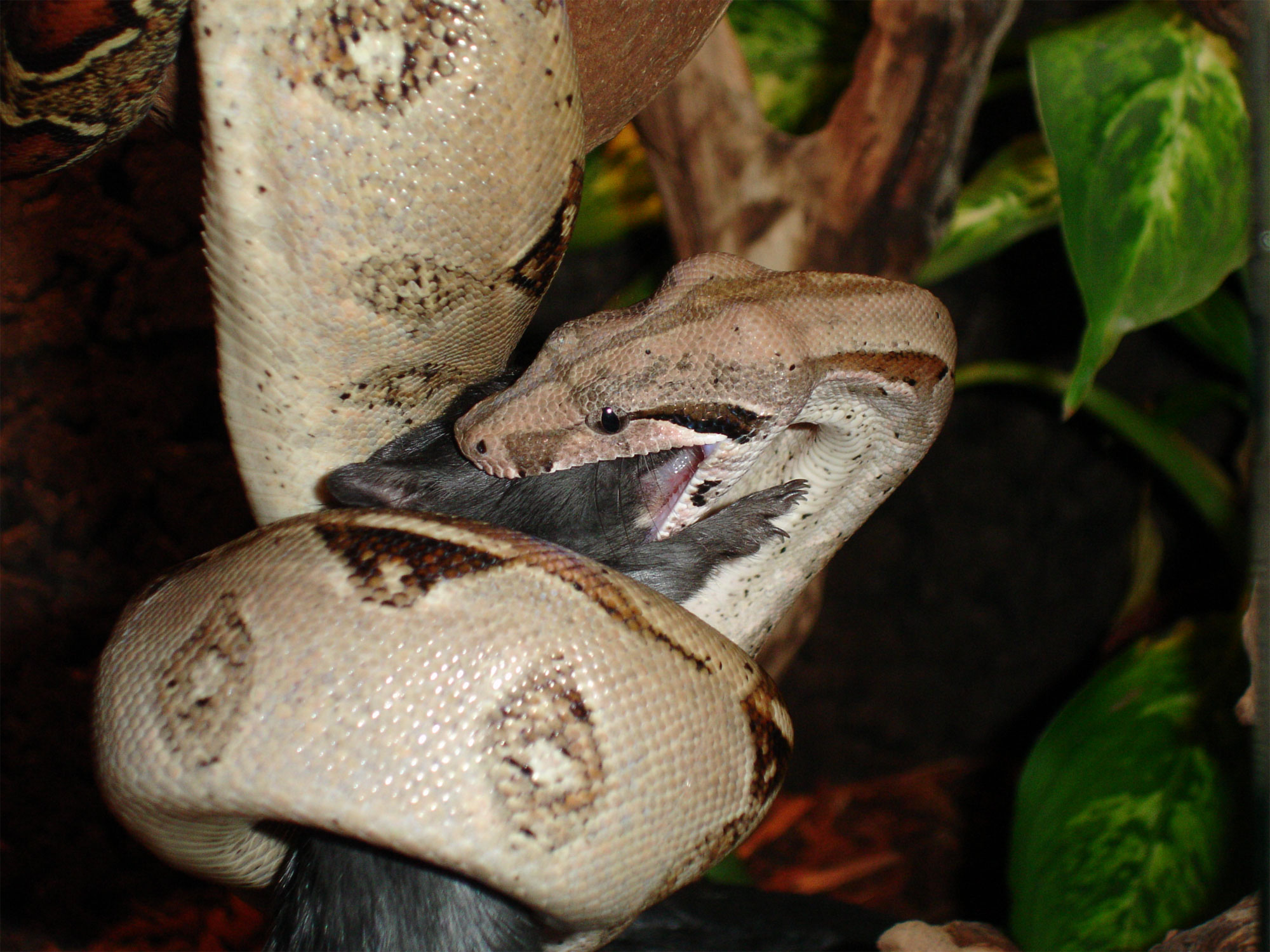
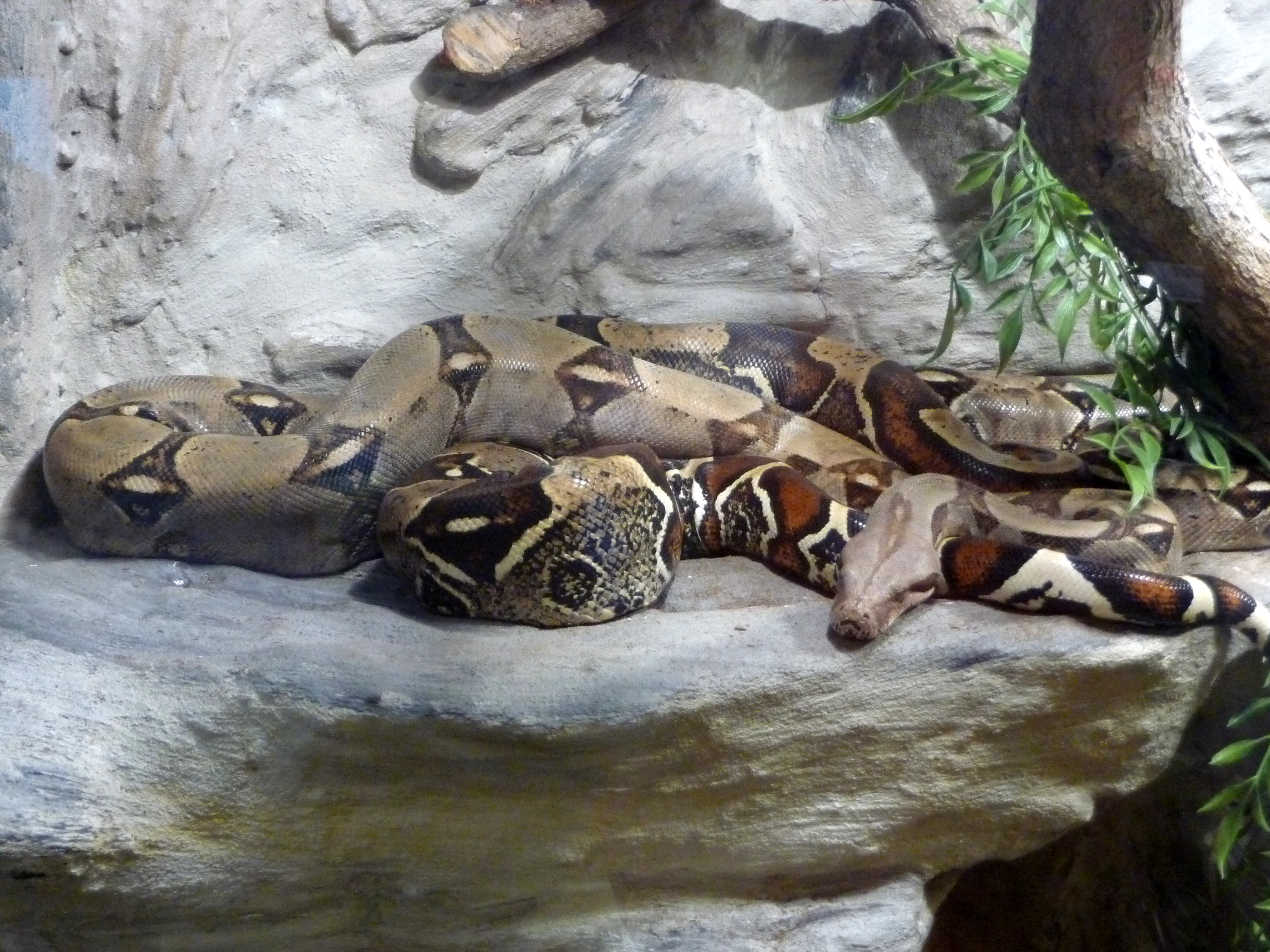
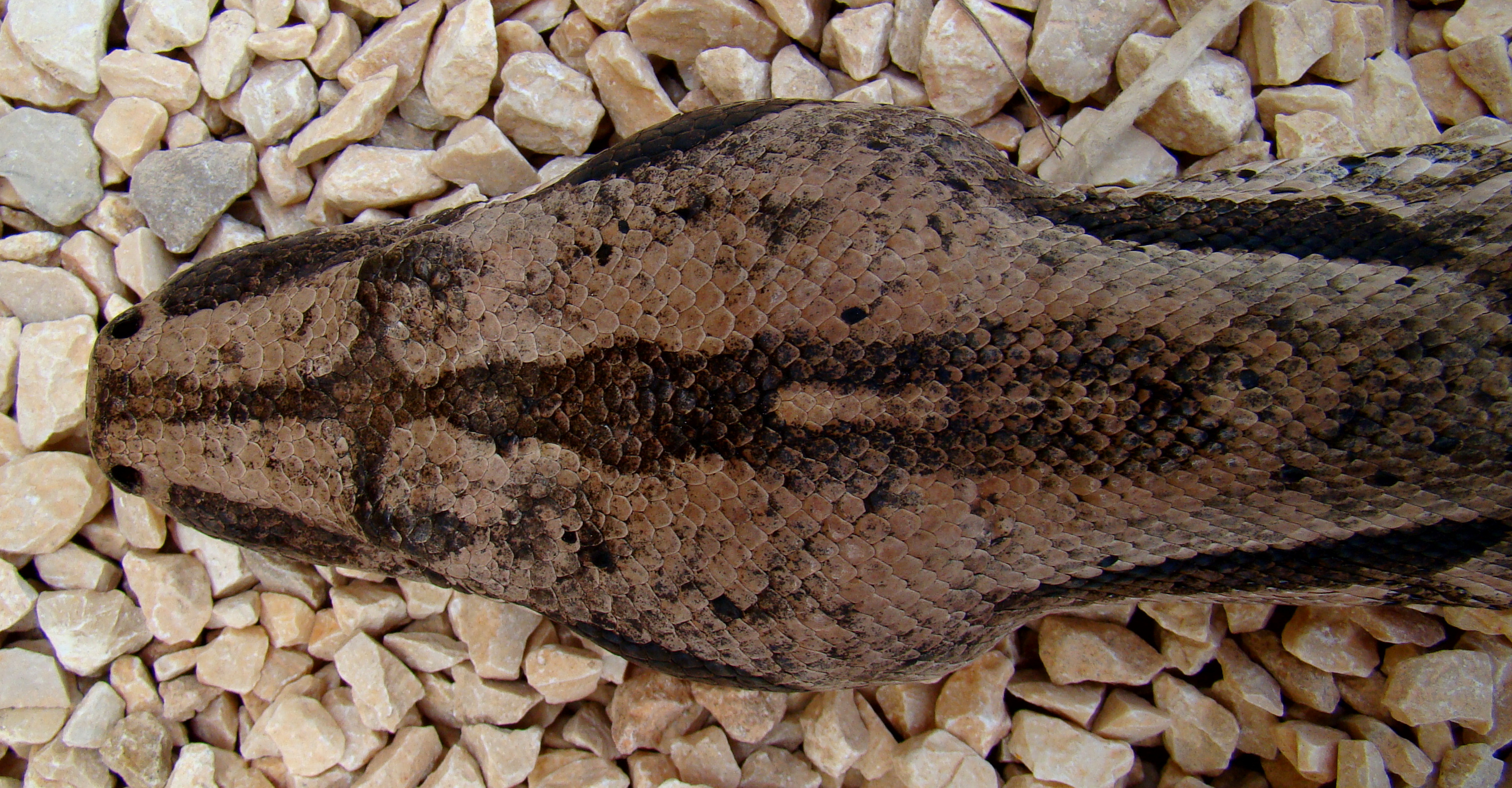
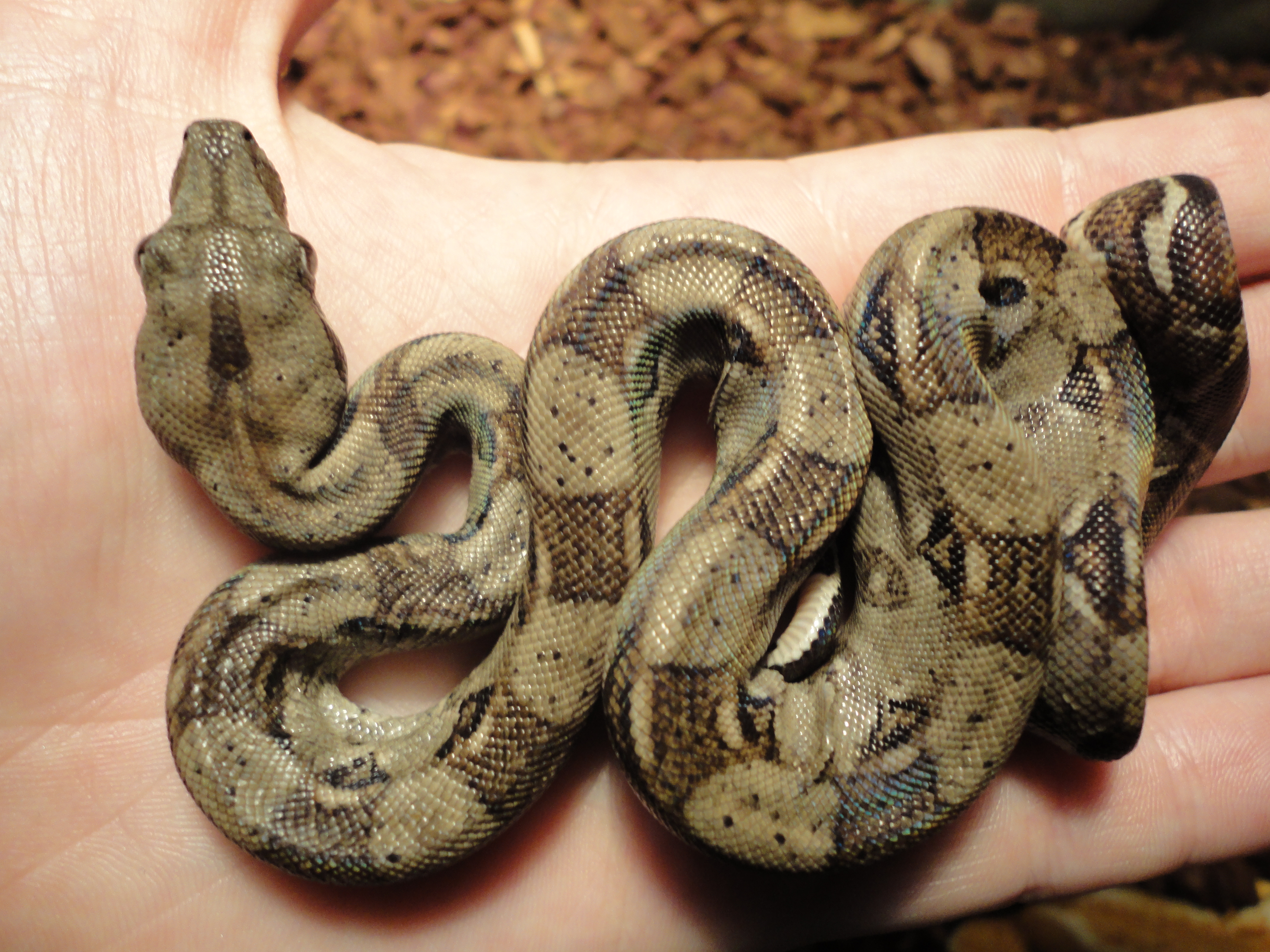
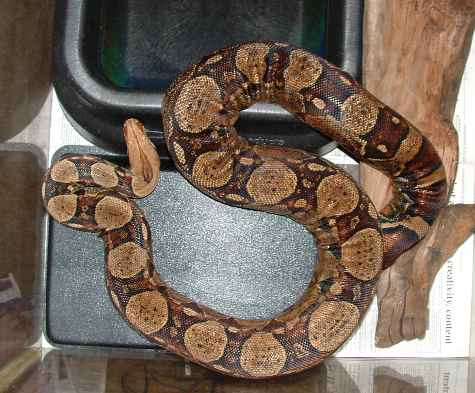
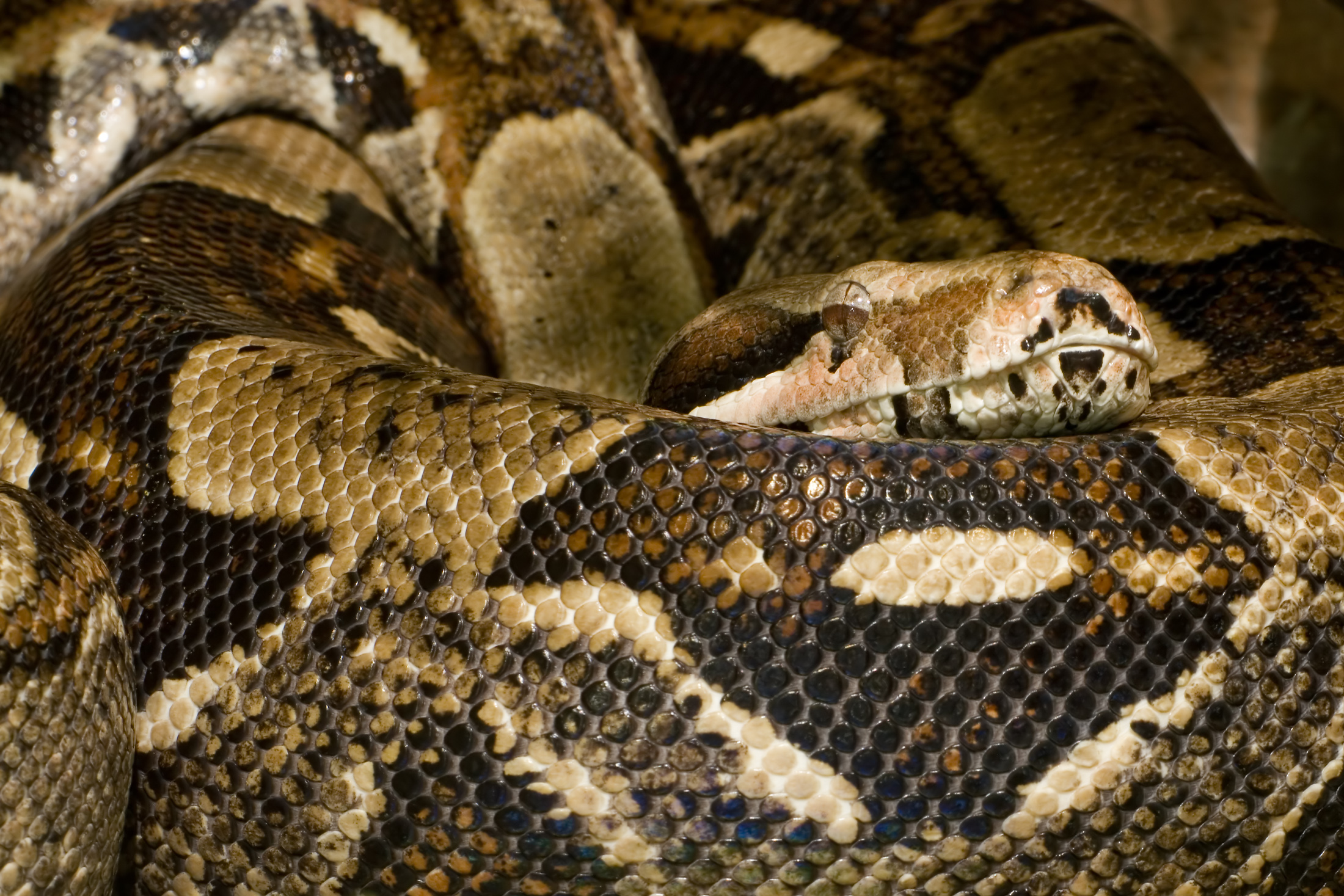
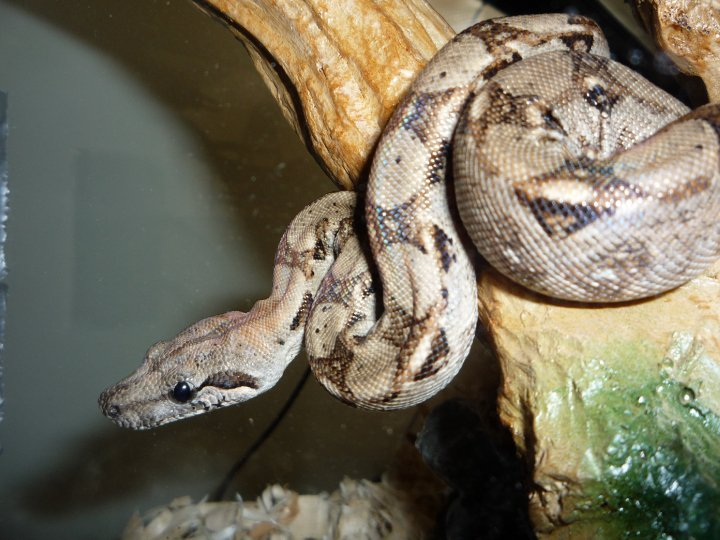
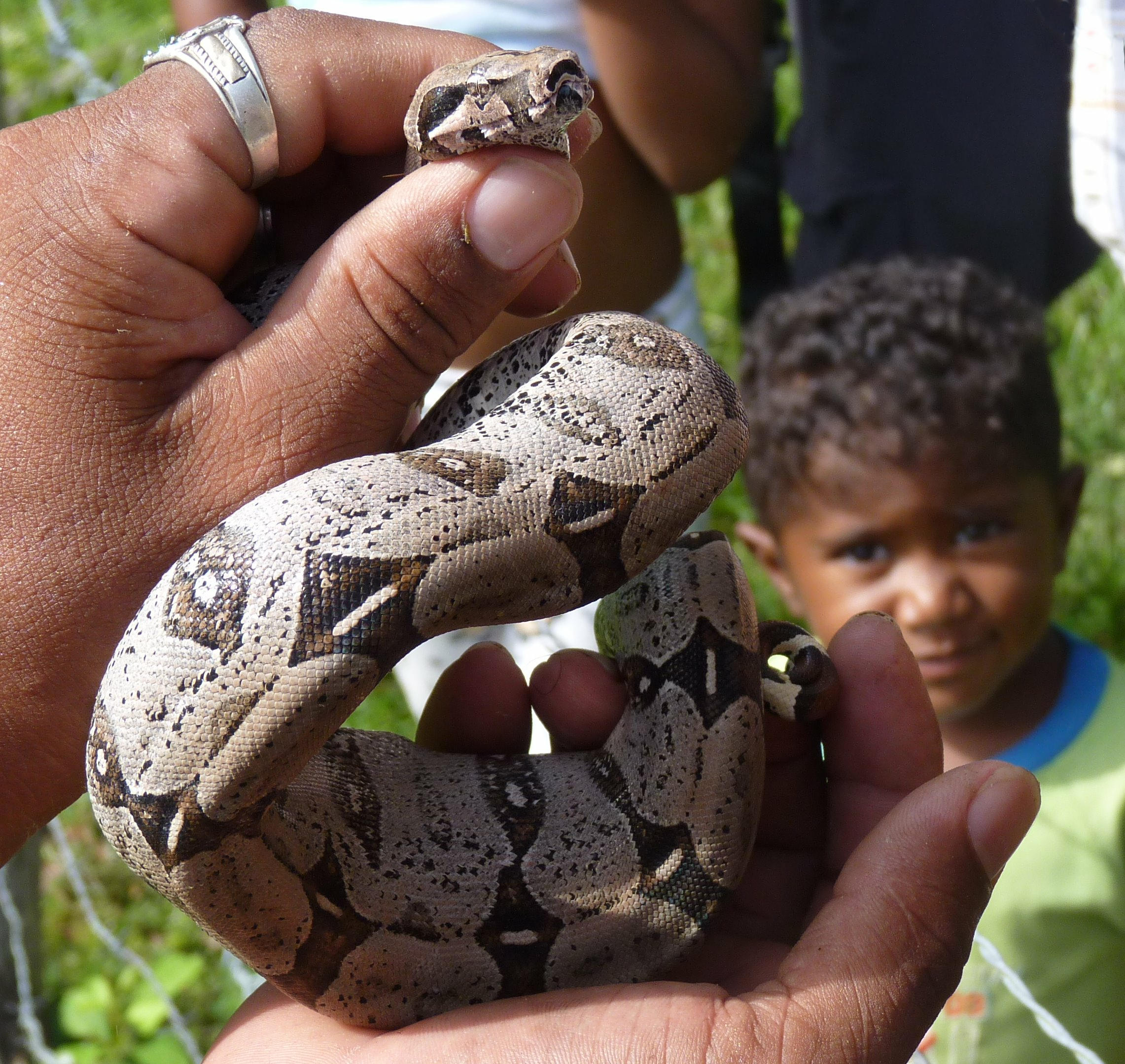
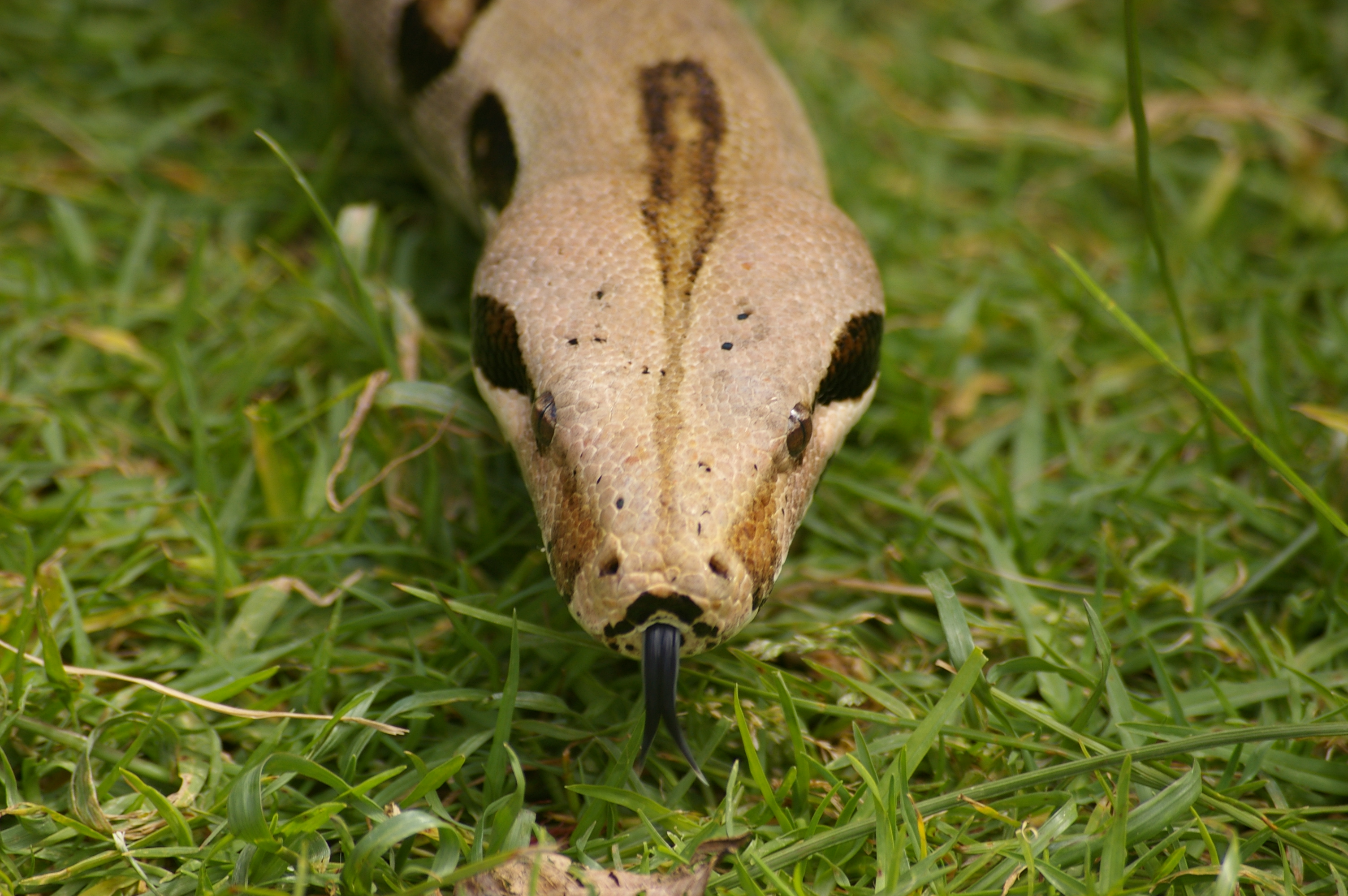
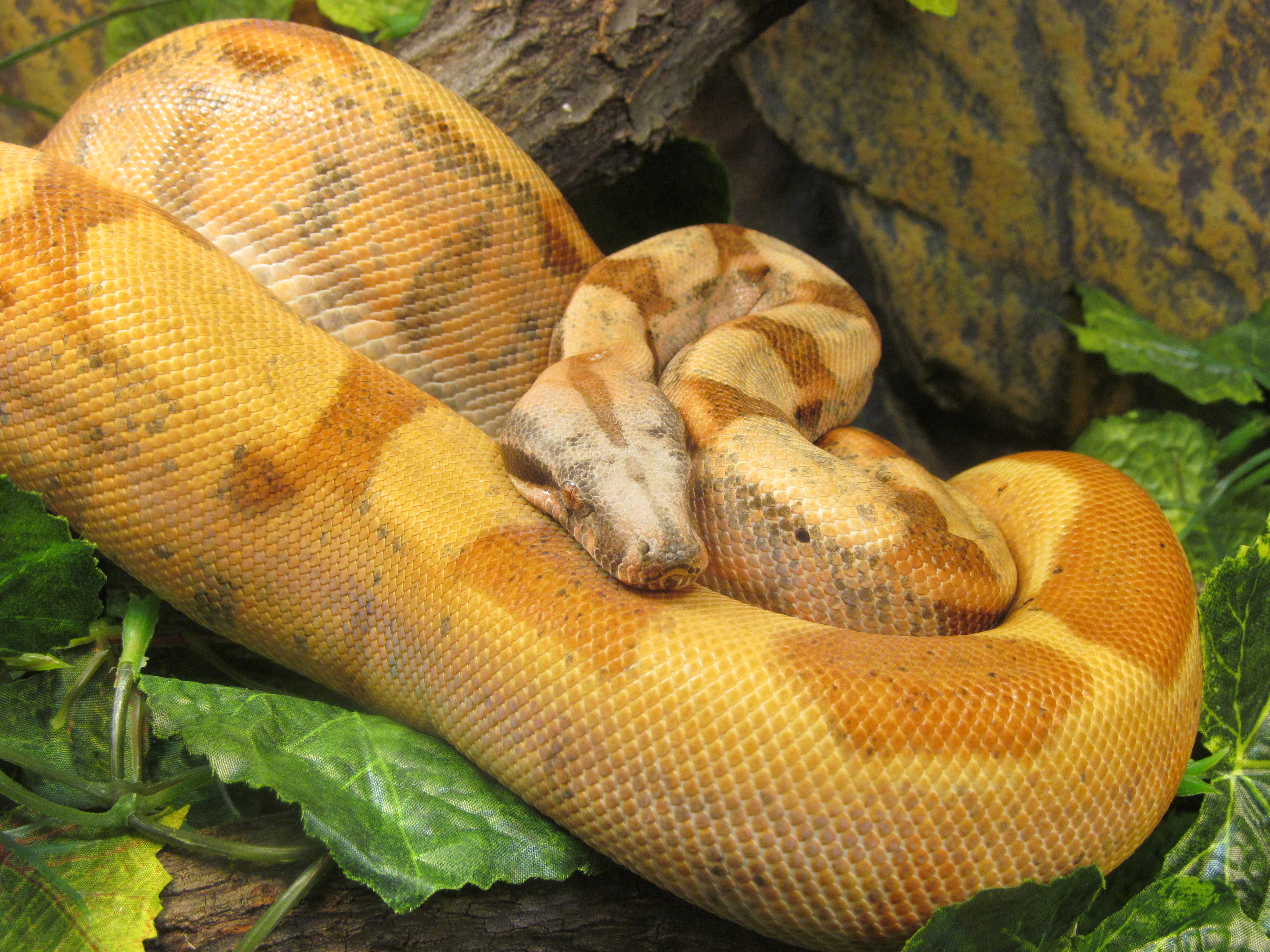

## В культуре
- Появляется во второй главе книги Гарри Поттер и философский камень в эпизоде, произошедшем в террариуме зоопарка.